# Dysithamnus stictothorax
Dysithamnus stictothorax là một loài chim trong họ Thamnophilidae.

## Hình ảnh

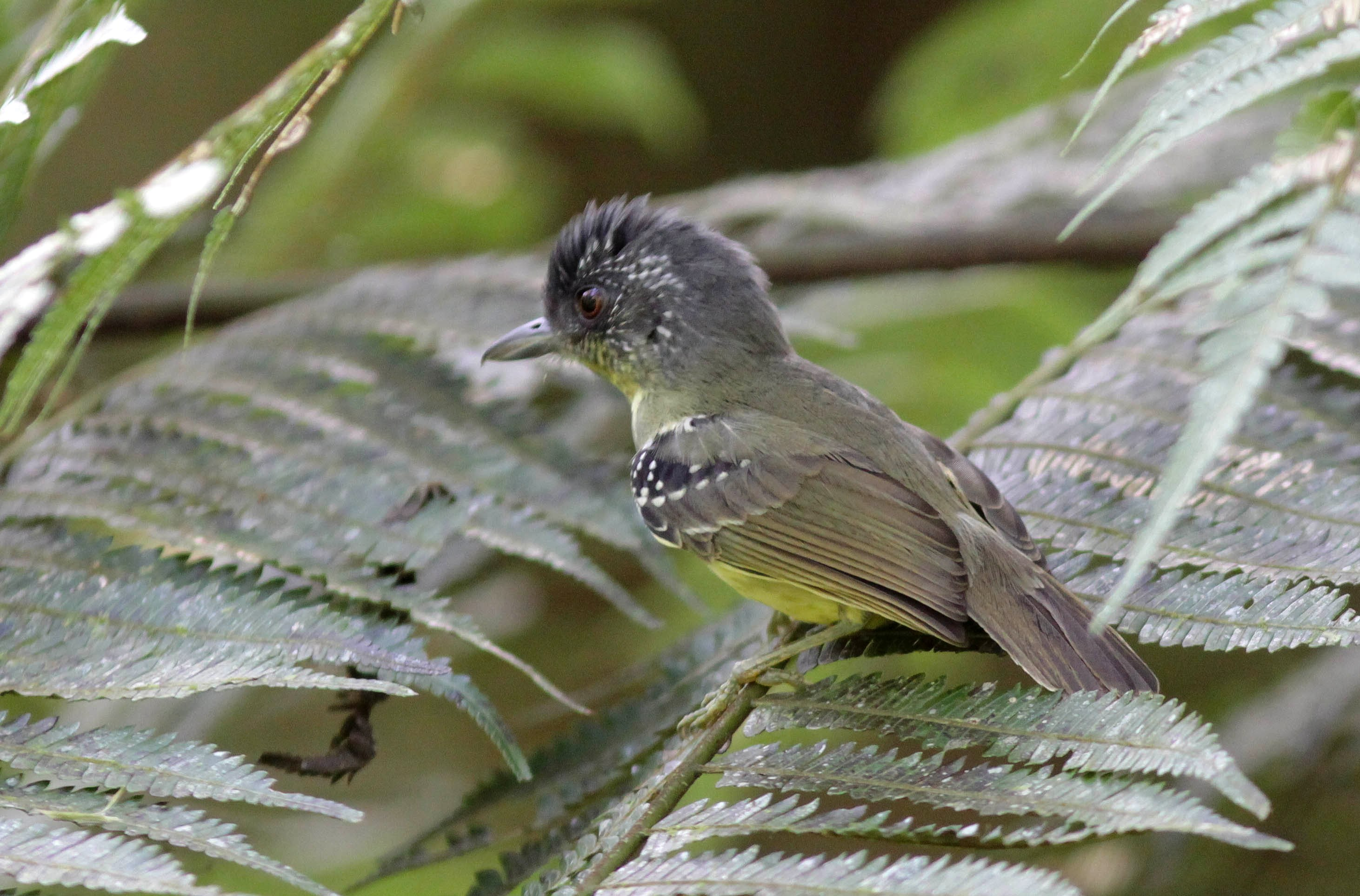
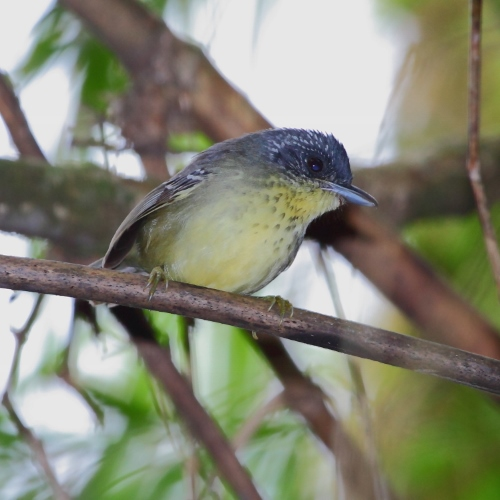